# It's a Boy (chanson)
Cet article concerne la chanson des Who. Pour le film de Nick Hurran, voir It's a Boy Girl Thing.
Pistes de Tommy
Overture 1921
It's a Boy est une chanson écrite par Pete Townshend du groupe de rock britannique The Who. Elle apparaît sur leur premier opéra-rock, Tommy en 1969. 
D'une durée inférieure à la minute, cette chanson est une adaptation de la chanson Glow Girl, enregistrée en janvier et février 1968. Les paroles de Glow Girl étaient « It's a girl, Mrs. Walker, It's a girl... », remplacées dans It's a Boy par « It's a boy, Mrs. Walker, It's a boy... ».
Dans le scénario de l'opéra-rock, cette chanson exprime la naissance de Tommy, le personnage central.